# Siedlung der Baugenossenschaft mittlerer Verkehrsbeamten

Gasthof zum Grünen Baum in der Siedlung

Beer-Walbrunn-Straße 2–12

Frauendorfer Str. 2–4

Die Gebäude der 1909 begonnenen und 1912 im Wesentlichen fertiggestellten Siedlung der Baugenossenschaft mittlerer Verkehrsbeamten e.G., nördlich des Parks Am Durchblick im Südosten des Münchner Stadtteils Obermenzing, galten in Bauform und Ausstattung nach damaligen Maßstäben als vorbildlich. Sie besteht überwiegend aus Ein- und Zweifamilienhäusern.

## Geschichte
Im Jahr 1909 taten sich 46 mittlere Beamte der Münchener Verkehrsverwaltungen zusammen, um eine Baugenossenschaft zu gründen und damit die Wohnungsnot zu lindern. Als Architekt und Baumeister konnten sie Georg Niggl gewinnen. Der Baugrund südlich der heutigen Verdistraße gehörte dem Gastwirt und Ökonom Joseph Brandl vom Gasthof Alter Wirt. Nach anfänglichen Bedenken gab der bayerische Verkehrsminister Heinrich von Frauendorfer im Jahr 1910 sein Einverständnis. Im April 1911 war der Baubeginn, zunächst an der Frauendorferstraße mit 36 Doppelhäusern, 31 Reihenhäusern und einem Mehrfamilienhaus. Die Bewohner bekamen die Erlaubnis in gemäßigtem Umfang Hühner, Gänse, Enten, Tauben und Kaninchen zu halten. Zeitgleich mit dem Häuserbau wurden Straßen, Wege und Gärten angelegt. Im Frühjahr 1912 war auch die baugenossenschaftliche Gaststätte Zum Grünen Baum fertig gestellt. Mit ihrem dem Jugendstil nachempfundenen Baustil trug die Siedlung zum Gartenstadtcharakter Obermenzings bei. Da die alte Dorfschule an der Allacher Straße zu klein wurde, richtete man in der Siedlung eine kurzzeitige provisorische Schule für 10 bis 12 Kinder der Klassen 1–3 ein. Ende 1911 eröffnete das nahegelegene neue große Schulhaus an der Grandlstraße und das Provisorium schloss wieder. Aufgrund des regen Zulaufs der Baugenossenschaft plante man die Siedlung in größerem Maße zu erweitern, jedoch machte die Inflation von 1924 alles zunichte. Bis 1938 konnten lediglich nur noch zwei Vierfamilienhäuser hinzugefügt werden.

## Beschreibung und Infrastruktur

Verdistraße 57–59

Die Siedlung verteilt sich auf fünf Doppelhäuser an der Verdistraße, einen 118 Meter langen Reihenhausblock und fünf Doppelhäuser an der Beer-Walbrunn-Straße, acht Doppelhäuser, zwei Vierfamilienhäuser, drei kurze Reihenhausblöcke und eine Gaststätte (Ecke zur Verdistraße) an der Frauendorferstraße. Unmittelbar neben der Siedlung befinden sich die Evangelische Carolinenkirche und eine Kindertagesstätte.
Die Siedlung ist über die S-Bahn-Linie 2 durch den am Nordostrand der Anlage liegenden Bahnhof Obermenzing und über die beiden Buslinien 143 und 162 erreichbar.